# Закон о социальном обеспечении (1935)
Закон о социальном обеспечении (англ. Social Security Act of 1935, SSA) — американский законодательный акт, принятый Конгрессом США в период «Нового курса» Франклина Рузвельта — в 1935 году; закон, ставший ответом администрации президента на инициативу врача Фрэнсиса Таунсенда, создал программу социального обеспечения, а также — страхование от безработицы. В 1937 году закон был рассмотрен Верховным судом США и признан соответствующим конституции. В последующие десятилетия программа социального обеспечения способствовала резкому снижению уровня бедности среди пожилых людей, при этом расходы на социальное обеспечение стали основной частью федерального бюджета.

## История
«Социальное обеспечение» стало ключевой частью программы реформ Второго нового курса. Идея «избавиться от лишних работников» — особенно тех, кто был старше 65 лет — постепенно находила всё больше сторонников. Система гарантированных правительством пенсий по старости переходила из области маргинальной экономической мысли в мейнстрим. По совету своих помощников, обеспокоенных конституционностью нового подхода, Рузвельт разделил свой многокомпонентный пакет законодательных инициатив на две части: «Закон об ассигнованиях на чрезвычайную помощь» составлял первую часть; страхование от безработицы и пенсии по старости были включены в отдельный законодательный акт — «Закон о социальном обеспечении» (SSA).
Именно «Закон о социальном обеспечении» для многих стал символом Нового курса. Закон — являвшийся сложной комбинацией «запутанных человеческих мотивов», экономических расчетов, идеалистических представлений, «политических игр», межпартийных маневров, актуарных расчётов и конституционных ограничений — во многом определил дальнейших ход истории США.

### Проблемы пожилых и безработных
В середине 1934 года Рузвельт поручил министру труда Фрэнсис Перкинс возглавить комитет правительства, созданный для подготовки законодательства о социальном обеспечении: президент напутствовал её словами «мы должны начать делать это сейчас, иначе это дело не начнется никогда». Преодолевая свойственные для того времени представления о невозможности для женщины занимать пост министра, граничившие с мизогинией, Перкинс использовала влияние женской фракции Демократической партии и собственный опыт решения трудовых конфликтов для того, чтобы провести уникальный закон.
При этом вплоть до конца 1932 года Американская федерация труда отвергала всеобщее законодательство в данной сфере, продолжая настаивать на прямых переговорах о льготах между работником и работодателем. Соединенные Штаты были практически единственной из современных индустриальных стран без общенациональной системы социальной защиты; только в одном американском штате, Висконсине, существовала программа страхования на случай безработицы, созданная в 1932 году. Хотя более 10 штатов имели законы о страховании по старости, их недофинансирование было таково, что превращало их в «бумажные» обязательства. Многие военные ветераны и федеральные государственные служащие — а также и государственные служащие штатов, такие как полицейские, пожарные и учителя — были охвачены пенсионной системой. Также 15 % работников частного сектора имели пенсионные планы, многие из которых перестали выполняться работодателями с наступлением Депрессии. В целом, большинство пожилых работников продолжали трудиться, пока их не увольняли — затем они могли надеяться только на милость своих семей и на муниципальные агентства социального обеспечения, содержавшие дома престарелых.
Проблема пенсий по возрасту не была новой: она имела долгую историю в США. Платформа Прогрессивной партии в 1912 году требовала введения пенсий по старости; ряд лоббистских групп — в том числе ассоциации «American Association for Labor Legislation», «American Association for Old Age Security» и «Fraternal Order of Eagles» — агитировали за страховку по старости задолго до 1934 года. Сам Рузвельт поддержал данную идею на конференции губернаторов, проходившей в Солт-Лейк-Сити в 1930 году, а платформа Демпартии от 1932 года обещала «страхование по безработице и по старости в соответствии с законами штата».

### Страхование от безработицы
В 1934 году сенатор Роберт Вагнер и представитель Мэриленда Дэвид Льюис выступили соавторами законопроекта о страховании по безработице (Wagner-Lewis bill). Наряду с этим с 1932 года в Конгрессе уже находился законопроект о пенсиях по старости Дилла-Коннери (Dill-Connery bill). Однако, к разочарованию обеих групп инициатором, президент дистанцировался от данных инициатив: готовясь к новой президентской кампании, Рузвельт намеревался направить в парламент собственные предложения. Первые идеи президента, озвученные Перкинс, были «экстравагантны» и включали в себя социальные гарантии всем американцам — а не только промышленным рабочим — «со дня их рождения». Перкинс понимала невозможность провести столь широкие меры через действующий Конгресс и летом 1934 года она созвала консультативный Комитет по экономической безопасности (Committee on Economic Security, CES), включавший юриста Томаса Элиота, для разработки «практически осуществимой» программы.
Права отдельных штатов — «вездесущий вопрос конституционности», уничтоживший NRA — были ключевой проблемой для реформы. Учитывая высокую мобильность американских рабочих того времени и очевидную желательность единообразия в национальных законах — большинство экспертов CES настаивали на том, что должна быть создана централизованная федеральная система социального страхования. Альтернатива — в виде собрания систем для каждого из штатов США — была, по их мнению, «совершенно непрактичной». Однако президент не был готов выступить за чисто федеральную систему: «просто подумайте, что произойдет, если вся власть будет сосредоточена [в Вашингтоне], а президентом станет Хьюи Лонг!»
Вопреки своей первоначальной оценке, эксперты CES постепенно согласились на смешанную федеративную систему. Амбициозные планы президента в отношении общенациональной системы здравоохранения, имевшиеся на старте, также пришлось практически полностью отбросить: они сохранились лишь в виде небольших грантов штатам для сельских программ общественного здравоохранения и услуг людям с ограниченными возможностями. При этом вопрос, как мотивировать отдельные штаты принять законы об обязательном страховании от безработицы, оставался открытым.
Ответ был получен из неожиданного источника: член Верховного суда Луи Брэндайс, долгое время проявлявший интерес к делу страхования от безработицы, юридически не мог вмешиваться в процесс составления законопроекта — законопроекта, которому с высокой долей вероятностей было суждено оказаться однажды на рассмотрении в самом Верховном суде. Однако, при посредничестве своей дочери и её мужа, он всё же смог оказать масштабное влияние на разработку данного проекта: он обратил внимание членов своей семьи, имевших контакты с CES, на решение Верховного суда по делу 1926 года «Florida v. Mellon». Рассматривая вопросы конкуренции налоговых систем различных штатов, Верховный суд единогласно отклонил иск штата Флорида и оставил в силе федеральный закон о налоге на наследство. Решение создавало прецедент — механизм, с помощью которого штаты могли принуждаться к принятию законов о страховании по безработице; а сам механизм уже был признан конституционным.
По настоянию Перкинс, «воодушевленный» Элиот включил налоговую компенсацию в законопроект: благодаря ей штат встал перед выбором (i) разработать собственную схему страхования на случай безработицы или (ii) пассивно наблюдать за утечкой своих налоговых поступлений в Вашингтон — для финансирования федеральной программы по безработице. Заведомо конституционный, закон в таком виде привёл к созданию 47 различных планов выплаты пособий по безработице в разных штатах.

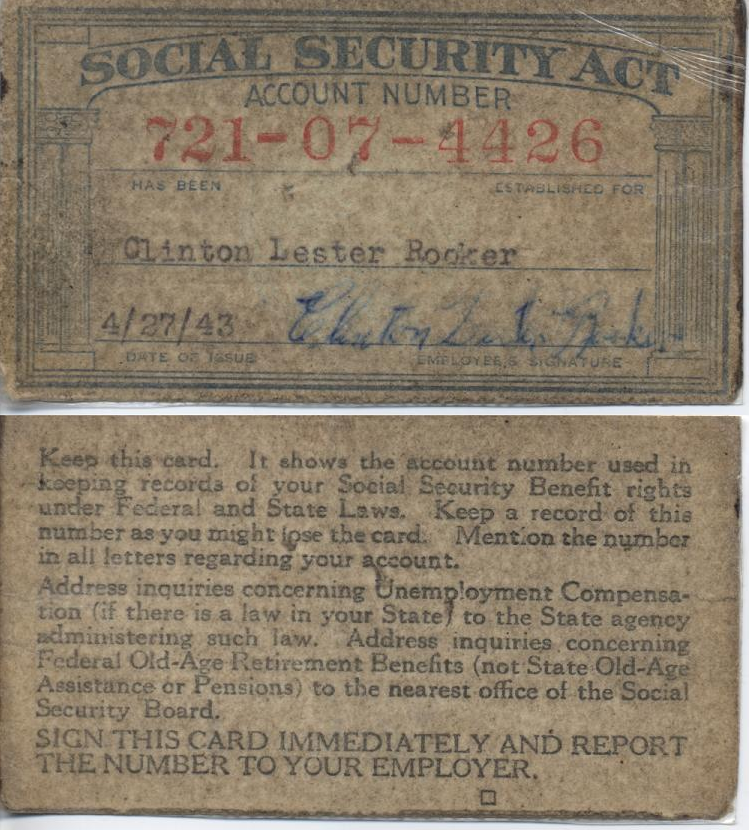
Карта социального страхования (1943)

### Пенсии по старости

Картотека SSA (ок. 1939)

8 июня 1934 года Рузвельт заявил Конгрессу, что федеральная пенсионная система, которую он планировал создать, должна была основываться на принципах частного страхования: президент сказал, что «средства, необходимые для обеспечения этой страховки, должны быть собраны за счет взносов, а не за счет увеличения общего налогообложения». Многие члены CES посчитали такую задачу невыполнимой.
В наше время трудно понять, насколько сильны были настроения в пользу плана Таунсенда и других экзотических схем.— Ф. Перкинс, 1946
Подход Рузвельта — намеревавшегося создать систему социального обеспечения не как гражданское право, а как право собственности — был основан не только на принципах финансовой ортодоксии, но и на опыте выплат армейским ветеранам, постоянно требовавшим увеличения платежей. «Настойчивость президента в том, что сами работники должны вносить свой вклад», создавала и потенциальные судебные риски — поскольку «Конституция не давала Конгрессу полномочий заниматься страховым бизнесом». Перераспределение доходов — по сути, регрессивный налог, которым становились страховые платежи — также вызывало сомнение. Более того, в краткосрочной перспективе создание резервного фонда для социального обеспечения обеспечивалось путем изъятия денег из доходов трудящихся — денег, которые в противном случае могли бы быть потрачены; подобный дефляционный эффект в разгар депрессии не мог быть популярным.
CES практически сразу отказался от простой системы выплат одинаковой пенсии всем пенсионерам; сложная система выплат, пропорционально предыдущим доходам, была заимствована из модели частного страхования как более приемлемая для американского общества. Проблема финансирования пенсий для людей, приближающихся к пенсионному возрасту осталась: работники, которым уже исполнилось 45 лет, не имели технической возможности сформировать значительные резервы на свою пенсию. Проектировщики системы рекомендовали в этом случае согласиться с «эффектом перераспределения доходов», хотя бы исключительно между поколениями (см. «солидарный принцип»). Преодолеть дефицит предполагалось только к 1980 году — что прямо противоречило озвученным принципам частного страхования. Пытаясь сэкономить, министр финансов Генри Моргенто рекомендовал немного увеличить ставку налога на фонд заработной платы и исключить из системы сельскохозяйственных рабочих, домашнюю прислугу и работников, трудившихся на предприятиях с менее чем 10 занятыми. Аналогичные исключения были сделаны и Жетулиу Варгасом при создании социальной системы Бразилии в 1933—1938 годах. Подобный «удар» по 9,4 миллионам наиболее нуждавшихся американцев, по мнению Перкинс, был неприятен, но необходим — Элиот годы спустя сожалел о принятом тогда решении.

### Принятие закона
17 января 1935 года Рузвельт представил свою программу социального обеспечения, далёкую от исходного замысла — «единственный план, который имел шанс пройти через Конгресс». «Взвешенный радикализм» президента имел успех — в особенности, на фоне альтернатив Лонга и Таунсенда — и 14 августа после долгих слушаний в течение насыщенного законодательного сезона «Закон о социальном обеспечении» был принят. Помимо страхования от безработицы и пенсий по старости, около 50 миллионов долларов были выделены в виде федеральных субсидий штатам для немедленной помощи малоимущим престарелым, а еще 25 миллионов — для помощи детям-иждивенцам.
Чтобы профинансировать данные планы, закон облагал федеральным налогом в размере 1 % всех работодателей с восемью и более работниками (налог увеличивался до 2 % в 1937 году, а затем — до 3 %); взносы работников также росли от 1 до 3 % к 1949 году. Десять процентов от собранных фондов предназначались для административных расходов федерального правительства. В зависимости от продолжительности трудовой деятельности и средней заработной платы, размер пенсии составлял от 10 до 85 долларов в месяц. Программа помощи семьям с детьми «Aid to Families with Dependent Children» также была частью нового законодательства — как дань «особой проблеме десятилетия, когда так много отцов, ищущих работу, бросили свои семьи и отправлялись в путь». Пособия в случае потери кормильца, выплачиваемые его семье, были добавлены в 1939 году.
Существенно варьируясь от штата к штату, типичный план для безработных предусматривал 16 недель безработицы с сохранением половины зарплаты — максимум до 15 долларов в неделю — что примерно соответствует средней заработной плате в рамках WPA. Большинство планов не предполагали дополнительной помощи лицам, оставшимся безработными после истечения первоначального периода — за исключением поиска работы через WPA.

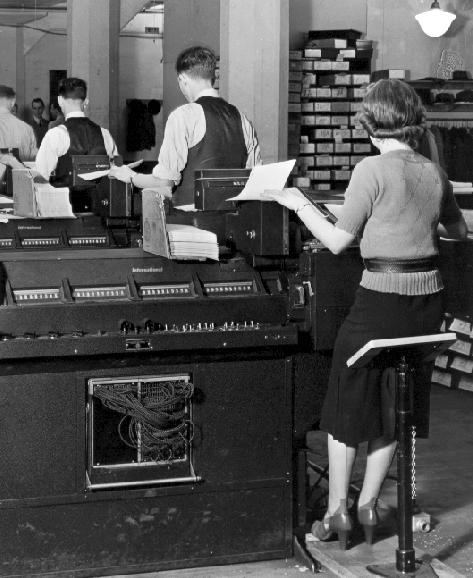
Табуляторы IBM в SSA (Балтимор, ок. 1936)

На федеральном уровне также возникла новая бюрократическая структура «Social Security Administration»: в ней работало более 12 тысяч человек, размещавшихся в 202 региональных отделениях. В самом Вашингтоне возникла центральная картотека, в которой находились записи о 26 миллионах лиц, зарегистрированных в системе социального обеспечения — она занимала площадь в целый акр. Используя табуляторы IBM — которые современники характеризовали как «машины, способные мыслить» — и перфокарты, федеральное правительство впервые получило прямой доступ к персональным данным своих граждан.
17 января 1940 года 75-летний жительница Вермонта Ида Фуллер получила чек от системы социального страхования США — она стала первым бенефициаром в американской истории. До конца своих дней Рузвельт рассматривал «Закон о социальном обеспечении» как «краеугольный камень своей администрации» — благодаря которому «социальное обеспечение» превратилось из теоретической идеи в реальный измеритель уровня «цивилизованности» общества. Уже в конце 30-х годов SSA стал примером для аналогичных законов в Чили и Перу.